# 有路下村
有路下村（ありじしもむら）は、かつて京都府加佐郡にあった村。現在の福知山市大江町の北東部にあたる。

## 地理
- 山岳：岳山、湯舟山
- 河川：由良川

## 歴史
- 1889年（明治22年）4月1日 - 町村制の施行により、三河村・高津江村・二箇村・市原谷村の区域をもって加佐郡有路下村発足。
- 1951年（昭和26年）4月1日 - 河守町に編入。同日有路下村廃止。河守町は即日改称して大江町となる。

## 交通
- 宮津街道（現・国道175号）

## 名所・旧跡
- 八幡神社
- 十倉神社
- 鶴ヶ尾神社
- 高吉神社
- 鈴岡稲荷神社